# Palliolisentis ornatus
Palliolisentis ornatus är en hakmaskart som beskrevs av Machado 1960. Palliolisentis ornatus ingår i släktet Palliolisentis och familjen Quadrigyridae. Inga underarter finns listade i Catalogue of Life.